# Ophiozonella longispina
Ophiozonella longispina är en ormstjärneart som först beskrevs av Clark 1908.  Ophiozonella longispina ingår i släktet Ophiozonella och familjen Ophiolepididae. Inga underarter finns listade i Catalogue of Life.